# Inspiration Information
Albums de Shuggie Otis
Freedom Flight
(1971)
Inspiration Information est un album de Shuggie Otis, sorti en 1974.

## L'album
Il atteint la 181e place du Billboard 200 et fait partie des 1001 albums qu'il faut avoir écoutés dans sa vie. 

### Titres
Tous les titres sont de Shuggie Otis.
1. Inspiration Information (4:07)
2. Island Letter (4:40)
3. Sparkle City (5:55)
4. Aht Uh Mi Hed (4:14)
5. Happy House (1:08)
6. Rainy Day (2:39)
7. XL-30 (2:05)
8. Pling! (4:24)
9. Not Available (2:26)

### Musiciens
- Shuggie Otis : voix, guitare, basse, batterie, orgue, piano, vibraphone, percussions, batterie électronique
- Jack Kelso : saxophones, flute
- Jeff Martinez : cor d'harmonie
- Carol Robbins : harpe
- Doug Wintz, Jim Prindle : trombone
- Curt Sleeten, Ron Robbins : trompette
- Barbara Porter, Brian Asher, D. Jones, J. Parker, Louis Rosen, Marcia Zeavin, N. Roth, Steve Boone, T. Ziegler : cordes